# Stichting NL Helpt Yezidis
Stichting NL Helpt Yezidis is een Nederlandse non-profitorganisatie die zich inzet voor de belangen van de Jezidi-gemeenschap. De organisatie is opgericht door Wahhab Hassoo, Bob Albricht, Lars Klumpes en Maarten Beentjes in augustus 2014 als reactie op genocide tegen de Jezidi's in Irak en Syrie.
De organisatie heeft als doel bewustzijn te creëren over de situatie van de Yezidi's, misvattingen te bestrijden en ondersteuning te bieden aan Yezidi-overlevenden van trauma en vervolging.